# パシフィック・ハイツ
『パシフィック・ハイツ』（原題：Pacific Heights）は、1990年制作のアメリカ合衆国のサイコスリラー映画。ジョン・シュレシンジャー監督。マシュー・モディーン、メラニー・グリフィス、マイケル・キートン出演。

## あらすじ
結婚を間近に控えたドレイクとパティは、サンフランシスコの高級住宅街パシフィック・ハイツに新居となる豪邸を購入したが、修繕費がかさんだため、部屋を日本人のワタナベ夫妻と、カーターという男に間貸しする。
しかし、カーターは異常な行動をとり始め、やがてその魔の手はドレイクとパティにも伸びてくる…。

## スタッフ
- 監督：ジョン・シュレシンジャー
- 製作：スコット・ルーディン、ウィリアム・サックハイム
- 脚本：ダニエル・パイン
- 製作総指揮：ジェームズ・G・ロビンソン、ジョー・ロス
- 撮影：アミール・モクリ
- 音楽：ハンス・ジマー

## キャスト
| 役名                       | 俳優                                      | 日本語吹替 | 日本語吹替   | 日本語吹替 |
| 役名                       | 俳優                                      | VHS版      | フジテレビ版 |            |
| -------------------------- | ----------------------------------------- | ---------- | ------------ | ---------- |
| ドレイク・グッドマン       | マシュー・モディーン                      | 山寺宏一   | 宮本充       |            |
| パティ・パーマー           | メラニー・グリフィス                      | 土井美加   | 日野由利加   |            |
| カーター・ヘイズ           | マイケル・キートン                        | 谷口節     | 谷口節       |            |
| ステファニー・マクドナルド | ローリー・メトカーフ                      | 高島雅羅   | 勝生真沙子   |            |
| ワタナベ                   | マコ                                      | 吉水慶     | 上田敏也     |            |
| ワタナベ夫人               | ノブ・マッカーシー                        | 沢田敏子   | 片岡富枝     |            |
| デニス・リード             | ドリアン・ヘアウッド                      | 金尾哲夫   | 秋元羊介     |            |
| フローレンス・ピータース   | ティッピ・ヘドレン                        |            |              |            |
| ルー・ベイカー             | カール・ランブリー                        | 佐藤正治   | 麦人         |            |
| グレッグ                   | ルカ・ベルコヴィッチ                      | 江原正士   | 中田和宏     |            |
| ベネット・フィドロー       | ジェリー・ハーディン                      | 掛川裕彦   | 千田光男     |            |
| 融資担当者                 | ダン・ヘダヤ                              | 吉水慶     |              |            |
| 警官                       | ガイ・ボイド                              | 佐藤浩之   | 若本規夫     |            |
| 害虫駆除業者               | トレイシー・ウォルター                    | 塩屋浩三   |              |            |
| ホテル支配人               | ニコラス・プライヤー                      | 江原正士   |              |            |
| 不動産業者                 | ミリアム・マーゴリーズ                    | 沢田敏子   |              |            |
| アン・ミラー               | ビヴァリー・ダンジェロ （クレジットなし） | さとうあい | 藤木聖子     |            |
| リズ・ハミルトン           | シーラ・マッカーシー                      |            |              |            |

- VHS版その他：小林優子、平野正人、寺瀬今日子
- フジテレビ版その他：野島昭生、仲野裕、円谷文彦、堀越真己、成田剣、魏涼子、喜多川拓郎、水原リン、大黒和広、松下亜紀、青柳ミエ
- フジテレビ版：初回放送1997年9月6日『ゴールデン洋画劇場』